# Arthrolips mollinum
Arthrolips mollinum is een keversoort uit de familie molmkogeltjes (Corylophidae). De wetenschappelijke naam van de soort werd in 1878 gepubliceerd door Schwarz.